# Calceolaria pinnata
Calceolaria pinnata là một loài thực vật có hoa trong họ Calceolariaceae. Loài này được L. mô tả khoa học đầu tiên năm 1771.

## Hình ảnh

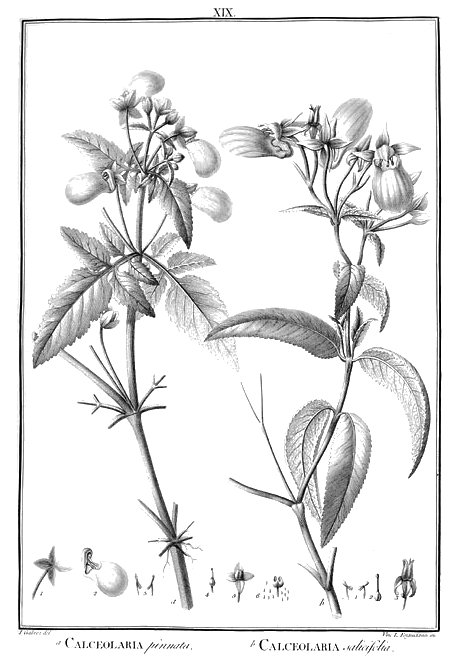
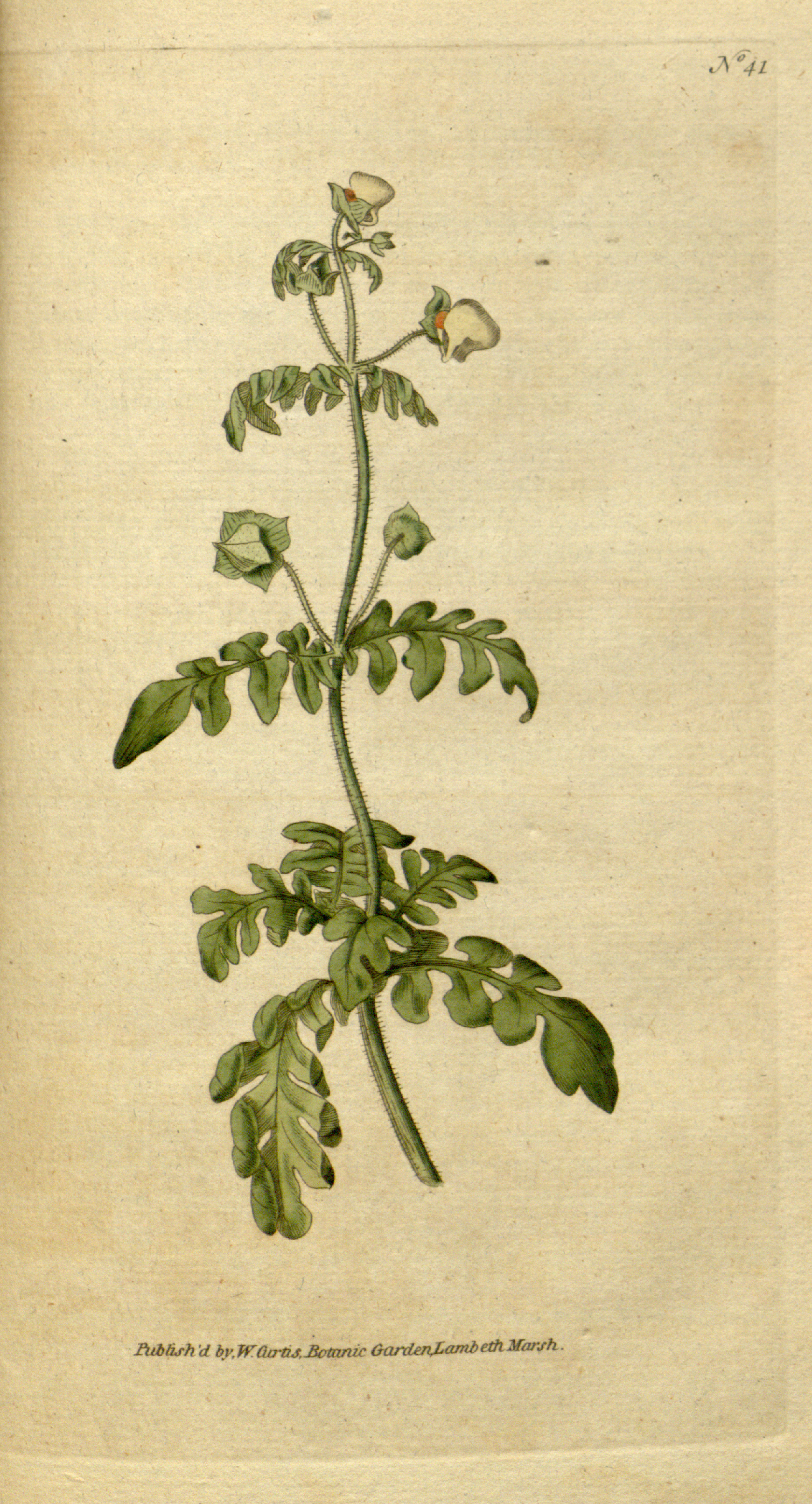